# 弱虫サンタ
「弱虫サンタ」（よわむしサンタ）は、羞恥心の3rdシングルで、最後のシングルである。2008年12月10日発売。

## 概要
通常盤（1260円）と値段が半額（525円）のスペシャルプライス盤の2パターンでの発売。タイトル通りのクリスマスソングであり、通常盤にはカップリングとして羞-shu-ことつるの剛士のソロ曲「何もかもが君だった」が収録されている。
「弱虫サンタ」はフジテレビジョン主催のイベント「HOT☆FANTASY ODAIBA 2008-2009」のキャンペーンソング。「何もかもが君だった」は携帯サイト「ドワンゴ」のテーマソング、岩手めんこいテレビ制作の音楽番組『Break Point!』の12月期オープニング曲でもある。
楽曲コスチュームは、白いコートが特徴であり（所々にそれぞれのイメージカラーの赤・青・黄色が見られ、全体にうっすらとそれらの色がついているが）、これまでのシングルとは異なり3人のイメージカラーはあまり目立たない。
当初は“里田まい with 合田兄妹の「もうすぐクリスマス」を完売しなければ発売中止”と言う条件付きだったが、『クイズ!ヘキサゴンII』のメールマガジンでは、『ドッキリ』だったと書かれた。なお、「もうすぐクリスマス」は完売となっている。
この曲が羞恥心1stステージのラストシングルで、羞恥心の歌手としての活動休止前の最後のCDとなった。なお、羞恥心は音楽活動を再開することなく2011年11月に正式に解散となった。
2009年4月22日発売のつるの剛士のソロデビュー作となるアルバム『つるのうた』に「何もかもが君だった(つるの剛士version)」として新たに歌い直したものが収録されている。

## オリコンチャート
オリコンでは、シングルデイリーチャートにて初登場した2008年12月9日付より7日間連続して1位を記録。同年12月22日付の週間チャートにてグループ初となる1位を獲得。ポニーキャニオンのシングルの同チャート1位獲得は2003年11月のw-inds.「Long Road」以来約5年ぶり。なおこの2作のパッケージには、偶然にもメンバー3人が頭を近づけて上から撮るという同じ構図の写真が掲載されている。
このシングルでオリコン初登場1位を獲得、2008年にデビューした新人アーティストで唯一のオリコン1位獲得となる。

## 収録内容

### 通常盤 (CD+DVD)

#### CD
1. 弱虫サンタ(4:47)
  - 作詞：カシアス島田 作曲：高原兄 編曲：斎藤文護、岩室晶子
2. 何もかもが君だった(5:10) / 羞-Shu-
  - 作詞：カシアス島田 作曲：高原兄 編曲：斎藤文護、岩室晶子
3. 弱虫サンタ(4:44) （カラオケ）
4. 何もかもが君だった(5:10) （カラオケ）

#### DVD
1. 弱虫サンタ 振り付け映像（マルチアングル）
2. 羞恥心 スペシャルトーク&アニメ

### スペシャルプライス盤（CDのみ）
1. 弱虫サンタ（4:44）

### 特典
- 通常盤・・・トレーディングカード1枚ランダム封入
- スペシャルプライス盤（初回生産のみ）・・・特典なし

## 収録アルバム
弱虫サンタ
- WE LOVE ヘキサゴン2009（2009年10月21日）
- WE LOVE ヘキサゴン 2011（2011年11月23日） - ボーナストラックとして「弱虫サンタ 〜Shame Remix 2011〜」収録

何もかもが君だった
- つるのうた（2009年4月22日） - 新録音バージョン収録

## ミュージックビデオ
「弱虫サンタ」「何もかもが君だった」どちらにもPVがある。
- ヘキサゴンファミリーコンサート 2008 WE LIVE♥ヘキサゴン（DVD、2009年1月28日発売） - 「デラックスバージョン」の特典映像
- WE LOVE ヘキサゴン2009 - DVDに収録。